# Popiół i diament
Popiół i diament – powieść Jerzego Andrzejewskiego, opublikowana po raz pierwszy w 1947 roku pod tytułem Zaraz po wojnie, a następnie w 1948 w wersji zmienionej, pod ostatecznym tytułem.
Autor rozpoczął pracę nad utworem w 1946 roku. Początkowo planował napisać opowiadanie o adwokacie, który trafia podczas wojny do obozu koncentracyjnego, gdzie ze szlachetnego człowieka zmienia się w oprawcę, dręczącego współwięźniów. Utwór jednak rozrósł się do rozmiarów powieściowych, a wątek prawnika stał się jednym z wielu jego elementów. Początkowo utwór publikowany był w tygodniku „Odrodzenie” (1947) pod tytułem Zaraz po wojnie, natomiast rok później ukazał się w wydaniu książkowym jako Popiół i diament.
Powieść została wyróżniona nagrodą pisma „Odrodzenie”, spotkała się jednak z niechęcią związanych z władzą recenzentów. Co prawda pisarz przedstawił wizję historyczną w sposób dla komunistów korzystny (przemilczał m.in. działania NKWD i MBP, rolę wojsk sowieckich w przejmowaniu władzy oraz niechęć narodu do rządu komunistycznego), jednak zdaniem publicystów skupionych wokół „Kuźnicy” było to za mało – domagali się oni bardziej jednoznacznego potępienia akowców i postaci Maćka Chełmickiego, zaakcentowania w utworze poparcia społeczeństwa dla nowej władzy oraz ganili postacie PPR-owców jako zbyt mało ożywione duchem partii. Nie podobało im się także smutne zakończenie książki, według nich powieść powinna była nieść więcej optymizmu i wiary w zwycięstwo systemu komunistycznego. Andrzejewski przyjął te zarzuty i w opublikowanej w 1950 roku samokrytyce pt. Notatki. Wyznania i rozmyślania pisarza odciął się od swojej wcześniejszej twórczości, w tym od Popiołu i diamentu. Autor systematycznie zmieniał tekst powieści do 1954.
W 1958 roku Andrzej Wajda dokonał ekranizacji powieści, pod tym samym tytułem. Krzysztof Kąkolewski twierdził, że powieść idealizuje historię komunisty Jana Foremniaka, zabitego za bandytyzm przez Stanisława Kosickiego.
Wydawcą był Jerzy Borejsza.